# Brome
Brome er en kommune i Landkreis Gifhorn i den tyske delstat Niedersachsen. Den er administrationsby for, amtet (Samtgemeinde) Brome, Den den ligger i den nordøstlige del af amtet ved floden Ohre, omkring 25 km nordøst for Wolfsburg. Mod øst danner kommunen grænse til delstaten Sachsen-Anhalt.
Kommunen består af følgende landsbyer:
(indbyggere pr 30. juni 2013 
- Altendorf (212 indb.)
- Benitz (86 indb.)
- Brome (2.574 indb.)
- Wiswedel (93 indb.)
- Zicherie (261 indb.)